# Amara Daïf
Daïf Amara est un footballeur algérien né le 22 janvier 1986 à Annaba. Il évoluait au poste de gardien de but.

## Biographie
Daïf Amara commence sa carrière au CS Constantine. Lors de la saison 2011-2012 il dispute 26 matchs en Division 1 avec ce club. Il est transféré lors de l'été 2012 à l'USM Alger, mais faute de temps de jeu il s'engage dès le mois de décembre 2012 avec l'ASO Chlef.

## Palmarès
- Vainqueur de la coupe d'Algérie en 2013 avec l'USM Alger.
- Vainqueur de la Coupe de l'UAFA en 2013 avec l'USM Alger.
- Finaliste de la supercoupe d'Algérie en 2015 avec le MO Béjaïa.
- Accession en Ligue 1 en 2011 avec le CS Constantine.